# Wopli Widoplasowa
Wopli Widoplasowa, WW (ukr. Воплі Відоплясова, ВВ) – ukraiński zespół punkrockowy, założony w 1986 roku przez Ołeha Skrypkę, Ołeksandra Pipę i Jurija Zdorenkę. W roku 1989 w Czerniowcach zespół został nagrodzony dyplomem festiwalu Czerwona Ruta.

## Muzycy
Obecny skład zespołu
- Ołeh Skrypka – wokal, gitara, akordeon, saksofon, instrumenty klawiszowe
- Jewhen Rohaczewski – gitara, wokal wspierający
- Serhij Sachno – perkusja, wokal wspierający

Byli członkowie zespołu
- Jurij Zdorenko (1986-1991) – gitara, wokal
- Ołeksandr Pipa (1986-2007) – gitara basowa, wokal wspierający

## Dyskografia
- ABO – ABO (АБО-АБО) (1991)
- Krajina Mrij (Країна мрій) (1994)
- Muzika (Музiка) (1997)
- Chwyli amura (Хвилі амура) (2000)
- Mamaj (Мамай) (2001)
- Fajno (Файно) (2002)
- Buły Deńky (Були деньки) (2006)

### Solowe płyty Ołeha Skrypki
- Inkoły (Iнколи) (2001)
- Live in Rodom (Ліве ін Pодом) (2003)
- Widrada (Bідрада) (2004)

### Solowe płyty Ołeksanra Pipy
- Oleksandr Pipa (Oлександр Піпа) (2001)